# Richard Kiel

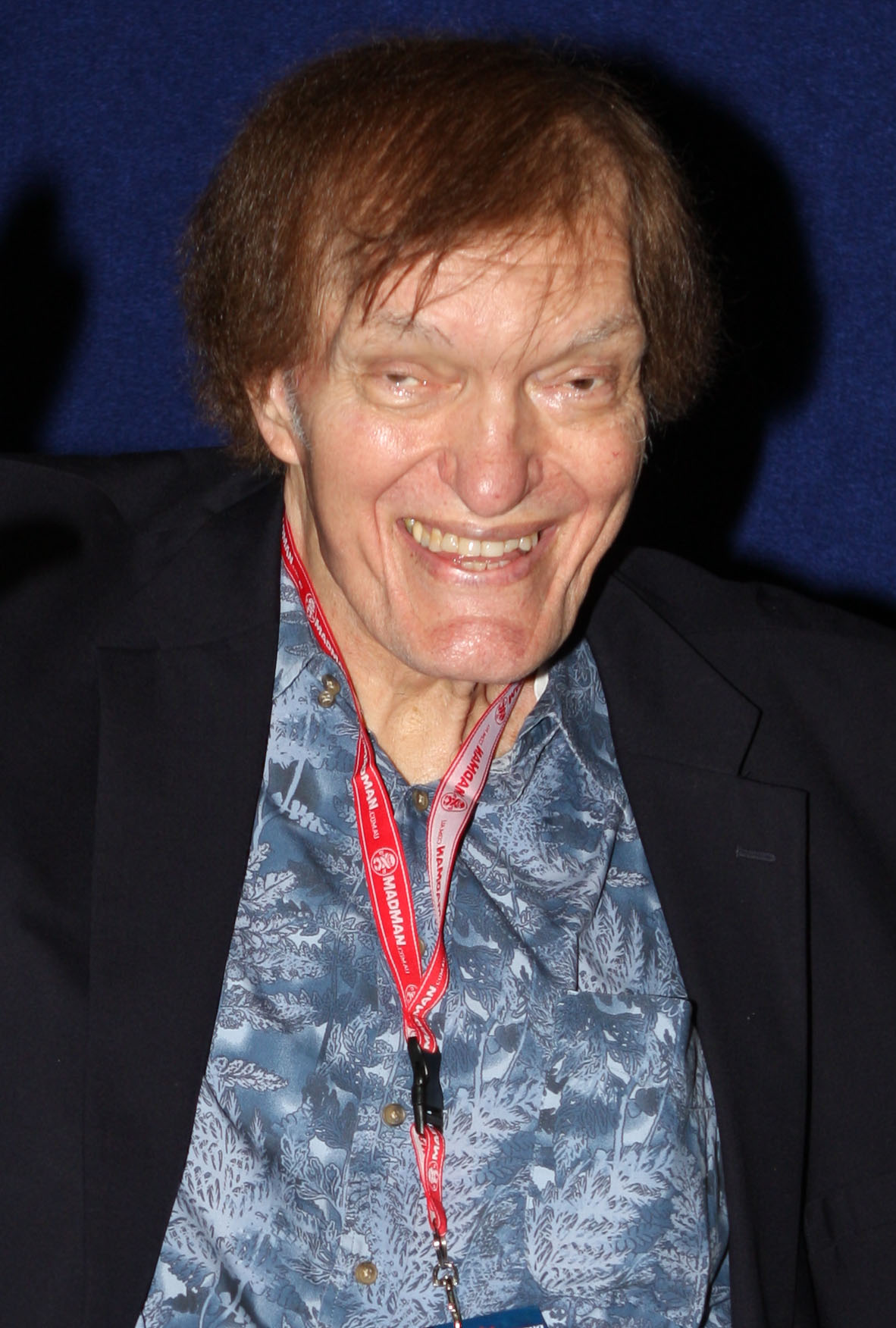
Richard Kiel (2014)

Richard Dawson Kiel (* 13. September 1939 in Detroit, Michigan; † 10. September 2014 in Fresno, Kalifornien) war ein US-amerikanischer Schauspieler. Bekannt wurde er durch seine Rolle als Beißer in den James-Bond-Filmen James Bond 007 – Der Spion, der mich liebte und James Bond 007 – Moonraker – Streng geheim. Er spielte aber auch später in Spielfilmen mit, z. B. in Pale Rider – Der namenlose Reiter von Clint Eastwood.

## Leben und Karriere
Richard Kiel wurde als Sohn des Geschäftsmanns George Albert Kiel (1905–1958) und seiner Frau Mary May Kiel, geb. Mobbs (1915–2008), in Detroit geboren. Er hatte eine Schwester, Georgann Kiel. Die Großeltern von Richard Kiel stammen ursprünglich aus der gleichnamigen Stadt Kiel in Deutschland, wie er 1979 in einem TV-Auftritt mit Rudi Carrell bestätigte. Außergewöhnlich war seine Körpergröße von 2,18 Metern, die auf die Hormonstörung Akromegalie zurückzuführen war. So war er bereits im Alter von 18 Jahren über zwei Meter groß. Ursprünglich war Kiel Mathematiklehrer, bis ein Produzent auf ihn aufmerksam wurde und ihm eine Gastrolle in einer Episode der Serie Am Fuß der blauen Berge verschaffte. Von da an tauchte er immer wieder in Fernsehserien auf und wurde so bald ein bekanntes Gesicht im US-amerikanischen Fernsehen.
1976 spielte Kiel in Trans-Amerika-Express den „Riesenkerl mit dem nicht sehr attraktiven Gebiss“ mit dem Namen Reace, das vollständig aus Stahlzähnen bestand. Mitte der 1970er Jahre wurden die Produzenten der James-Bond-Reihe auf ihn aufmerksam. So verkörperte Kiel mit dem „Beißer“ in Der Spion, der mich liebte eine Figur, die im gleichnamigen Roman nicht vorkommt. Kiel musste ein metallenes Gebiss tragen, das bei ihm Brechreiz auslöste. So erinnerte sich Roger Moore z. B. daran, dass er es „nicht mitansehen“ konnte, wenn Kiel würgen und sich das Gebiss aus dem Mund reißen musste. Kiel sagte später jedoch, dass ihm der Dreh großen Spaß gemacht habe und das Gebiss nur ein kleines Übel gewesen sei.
Da Kiel als „Beißer“ beim Testpublikum so beliebt war, ließen ihn die Autoren nicht (wie in Bond-Filmen sonst üblich) sterben. Als der Film Ende der 1970er Jahre ins Kino kam, wurde er ein Hit, und Kiel wurde noch populärer, als er gedacht hatte: Der Beißer erfreute sich nicht nur unter James-Bond-Fans großer Beliebtheit, vielmehr wurde er ein klassischer Antiheld schlechthin. Die Produzenten ließen Kiel in Moonraker – Streng geheim ein weiteres Mal den Beißer spielen. Die Handlung des Films war aufgrund des gewaltigen Erfolgs von Star Wars zum Teil in den Weltraum verlegt worden.

## Persönliches
Richard Kiel war von 1960 bis 1973 mit Faye Daniels verheiratet. Die Ehe blieb kinderlos und endete durch Scheidung. Von 1974 bis zu seinem Tod war er in zweiter Ehe mit Diane Rogers verheiratet. Aus dieser Ehe gingen vier Kinder hervor.
Seit einem Autounfall 1991 benutzte Kiel eine Gehhilfe oder für längere Strecken einen batteriebetriebenen Rollstuhl, da er Probleme mit dem Gleichgewicht hatte. Kiel starb am 10. September 2014, drei Tage vor seinem 75. Geburtstag im Saint Agnes Medical Center Hospital in Fresno.

## Filmografie
- 1960: Am Fuß der blauen Berge (Laramie, Fernsehserie, 1 Folge)
- 1961: The Phantom Planet
- 1961: Westlich von Santa Fé (The Rifleman, Fernsehserie, 1 Folge)
- 1962: Eegah
- 1962: Twilight Zone (Fernsehserie, Folge 3x24 To Serve Man)
- 1963: Lassies größtes Abenteuer (Lassie’s Great Adventure)
- 1963: House of the Damned
- 1963: Der verrückte Professor (The Nutty Professor)
- 1964: König der heißen Rhythmen (Roustabout)
- 1964: The Nasty Rabbit
- 1965: Bezaubernde Jeannie (I Dream of Jeannie, Fernsehserie, Folge 1x02 My Hero?)
- 1965: Das Testament des Magiers (Two on a Guillotine)
- 1965: Solo für O.N.C.E.L. (Man from U.N.C.L.E., Fernsehserie, 2 Folgen)
- 1965: FBI jagt Phantom (The Human Duplicators)
- 1965–1968: Verrückter wilder Westen (Wild Wild West, Fernsehserie, 4 Folgen)
- 1966: Gilligan’s Island (Gilligan’s Island, Fernsehserie, Folge 2x27 Ghost-a-Go-Go)
- 1966: Las Vegas Hillbillys
- 1968: Tennisschläger und Kanonen (I Spy, Fernsehserie, Folge 3x17 A Few Miles West of Nowhere)
- 1968: Ein gewisser Dick Dagger (A Man Called Dagger)
- 1968: Skidoo
- 1968: Ihr Auftritt, Al Mundy (It Takes a Thief, Fernsehserie, Folge 2x10 The Galloping Skin Game)
- 1970: Einst kommt der Tag… (On a Clear Day You Can See Forever)
- 1971: Deadhead Miles
- 1974: Die härteste Meile (The Longest Yard)
- 1974: Notruf California (Emergency!) (Fernsehserie Staffel 4, Episode 2 – Die Experten)
- 1975–1976: Die Küste der Ganoven (Barbary Coast, Fernsehserie)
- 1976: Starsky & Hutch (Fernsehserie, Folge 1x18 Omaha Tiger)
- 1976: Die Buggy-Bumser (Flash and the Firecat)
- 1976: Gus
- 1976: Trans-Amerika-Express (Silver Streak)
- 1977: James Bond 007 – Der Spion, der mich liebte (The Spy Who Loved Me)
- 1978: Der wilde Haufen von Navarone (Force 10 from Navarone)
- 1978: Zwei ganz verrückte Knastbrüder (They Went That-A-Way & That-A-Way)
- 1979: Kampf um die 5. Galaxis (L’umanoide)
- 1979: James Bond 007 – Moonraker – Streng geheim (Moonraker)
- 1979: The Phoenix
- 1981: Der ausgeflippte Professor (So Fine)
- 1981: Ein Colt für alle Fälle (The Fall Guy, Fernsehserie, Folge 1x05 Räuberpistolen)
- 1983: Ein Sprung in der Schüssel (Hysterical)
- 1983: Auf dem Highway ist wieder die Hölle los (Cannonball Run II)
- 1983: Simon und Simon (Simon and Simon, Fernsehserie, Folge 2x23 The Skeleton Who Came Out of the Closet)
- 1984: Mad Mission 3 – Unser Mann von Bond Street (Zuijia paidang zhi nuhuang miling)
- 1985: Pale Rider – Der namenlose Reiter (Pale Rider)
- 1985: Mob Busters
- 1989: The Princess and the Dwarf
- 1989: Superboy (Fernsehserie, Folge 2x08 Mr. and Mrs. Superboy)
- 1990: Highway Chaoten (Think Big)
- 1991: Der Riese aus den Donnerbergen (The Giant of Thunder Mountain)
- 1996: Happy Gilmore
- 1999: Inspektor Gadget (Inspector Gadget)
- 1999: Return of the Thief of Baghdad
- 2003: 007: Alles oder Nichts (007: Everything or Nothing, Videospiel)
- 2010: Rapunzel – Neu verföhnt (Tangled, als Sprecher)
- 2011: BloodHounds, Inc (Fernsehserie, Folge Jaws and the Hearse)